# 内藤政又
内藤 政又（ないとう まさまた）は、江戸時代後期の三河挙母藩の世嗣。

## 略歴
4代藩主・内藤政成の次男として誕生。子は内藤政敏、増子（寛寿院、内藤政成養女、内藤政文正室）、娘（牧野忠泰継々室）。
兄・政正が文政7年（1824年）に3歳で早世したため嫡子となるが、のち廃嫡された。代わって父の生家である彦根藩井伊家から、父の弟である政優が養子として迎えられ、嫡子となった。これは養子の際の持参金目的であったとされる。